# 考克西 (阿拉巴馬州)
考克西（英語：Coxey）是一個位於美國阿拉巴馬州萊姆斯通縣的非建制地區。該地的面積和人口皆未知。

## 地理
考克西的座標為34°48′07″N 87°10′42″W / 34.80194°N 87.17833°W，而該地的平均海拔高度為204米（即669英尺）。